# Jim Parsons
James Joseph “Jim” Parsons (Houston, Texas, 24 de março de 1973) é um ator estadunidense mais conhecido por seu trabalho na série de televisão The Big Bang Theory como Sheldon Cooper. Jim já recebeu seis indicações ao Emmy Award na categoria de melhor ator em uma série de comédia, vencendo quatro.

## Biografia
Jim nasceu em Houston, Texas. Filho de Judy Parsons e irmão de Julie Parsons. Começou a atuar na 1ª série, cursou seus estudos de colegial e formou-se em teatro pela Universidade de Houston. Na faculdade, não só frequentou as aulas de atuação, mas ajudou a fundar uma companhia de teatro sem fins lucrativos, com a qual se apresentou mais de uma vez em peças como Endgame, Guys and Dolls e The Balcony. Ele possui, também, um mestrado pela Universidade de San Diego.

## Carreira
O ator conta com um papel coadjuvante na série Judging Amy e participação como convidado na série Ed, além de atuar em filmes como On The Road With Judas, Gardener of Eden, School for Scoundrels, 10 Items or Less, The King's Inn e The Normal Heart.
Em The Big Bang Theory, Jim Parsons interpreta Sheldon Cooper, um gênio da física, que é altamente misantropo, asperger e neurótico. É fanático por ficção científica, histórias em quadrinhos, bandeiras e trens, gosta de compartilhar com seu melhor amigo e colega de trabalho, Leonard, além de seus outros amigos, Howard e Rajesh (Raj).
Em 2013, a revista TV Guide divulgou a lista dos maiores salários da TV americana, Jim ficou em 4.º lugar, ganhando 350 mil dólares por episódio, junto com seus companheiros de elenco Kaley Cuoco e Johnny Galecki. Em 2014, após renovação de contrato, os três passaram a ganhar por episódio 1 milhão de dólares além de participação nos lucros.

## Vida pessoal
Jim Parsons vive atualmente em Nova Iorque e é casado com o diretor de arte Todd Spiewak desde 2017. Em maio de 2012, em uma entrevista ao jornal New York Times, assumiu ser homossexual.

## Filmografia

### Cinema
| Ano  | Título                                     | Personagem           | Notas          |
| ---- | ------------------------------------------ | -------------------- | -------------- |
| 2003 | Happy End                                  | Assistente de elenco |                |
| 2004 | Garden State                               | Tim                  |                |
| 2005 | Heights                                    | Oliver               |                |
| 2005 | The Great New Wonderful                    | Justin               |                |
| 2005 | The King's Inn                             | Sidney               | Curta metragem |
| 2006 | 10 Items or Less                           | Recepcionista        |                |
| 2006 | School for Scoundrels                      | Colega de classe     |                |
| 2007 | On the Road with Judas                     | Jimmy Pea            |                |
| 2007 | Gardener of Eden                           | Spim                 |                |
| 2011 | The Big Year                               | Crane                |                |
| 2011 | The Muppets                                | Walter (humano)      |                |
| 2012 | Sunset Stories                             | Prince               |                |
| 2014 | Wish I Was Here                            | Paul                 |                |
| 2015 | Home                                       | Oh                   |                |
| 2015 | Visions                                    | Dr. Mathison         |                |
| 2016 | Hidden Figures                             | Paul Stafford        |                |
| 2018 | A Kid Like Jake                            | Greg Wheeler         |                |
| 2019 | Extremely Wicked, Shockingly Evil and Vile | Larry Simpson        |                |
| 2020 | The Boys in the Band                       | Michael              |                |
| 2022 | Spoiler Alert                              | Michael Ausiello     |                |

### Televisão
| Ano       | Título                                          | Personagem                  | Notas                                              |
| --------- | ----------------------------------------------- | --------------------------- | -------------------------------------------------- |
| 2002      | Ed                                              | Chet                        | Episódio: "The Road"                               |
| 2004      | Taste                                           | Kris                        | Filme de TV                                        |
| 2004–2005 | Judging Amy                                     | Rob Holbrook                | 7 episódios                                        |
| 2007–2019 | The Big Bang Theory                             | Sheldon Cooper              | 280 episódios                                      |
| 2009–2012 | Family Guy                                      | Sheldon Cooper / Gay-jacker | 2 episódios                                        |
| 2010      | Glenn Martin DDS                                | Draven                      | Episódio: "Jackie's Get-Witch-Quick Scheme"        |
| 2011      | The Super Hero Squad Show                       | Pesadelo                    | Episódio: "Blind Rage Knows No Color!"             |
| 2011      | Pound Puppies                                   | Milton Feltwaddle           | 2 episódios                                        |
| 2011      | iCarly                                          | Caleb                       | Episódio: "iLost My Mind"                          |
| 2011      | Eureka                                          | Carl                        | Episódio: "Do You See What I See"                  |
| 2012      | The High Fructose Adventures of Annoying Orange | Henry Molho de Maçã         | Episódio: "Generic Holiday Special"                |
| 2012      | Kick Buttowski: Suburban Daredevil              | Larry Wilder                | Episódio: "Jock Wilder's Nature Camp"              |
| 2014      | The Normal Heart                                | Tommy Boatwright            | Filme de TV                                        |
| 2014      | Elf: Buddy's Musical Christmas                  | Buddy                       | Filme de TV                                        |
| 2016      | SuperMansion                                    | Sr. Skibumpers              | Episódio: "War on Christmas"                       |
| 2017–2024 | Young Sheldon                                   | Sheldon Cooper (voz)        | Narrador, também produtor executívo                |
| 2017      | Michael Jackson's Halloween                     | Homem de feno               | Filme de TV                                        |
| 2018      | Pete the Cat                                    | Syd / Stan                  | 2 episódios                                        |
| 2020      | The Simpsons                                    | Ele mesmo (voz)             | Episódio: "Frickcoin"                              |
| 2020      | Hollywood                                       | Henry Wilson                | Papel principal; 7 episódios                       |
| 2021      | Staged                                          | Ele mesmo                   | Episódio: "The Warthog and the Mongoose: Part Two" |

## Prêmios e indicações

### Emmy Awards
| Ano  | Categoria                                          | Trabalho                              | Resultado |
| ---- | -------------------------------------------------- | ------------------------------------- | --------- |
| 2009 | Melhor Ator em uma Série de Comédia                | Sheldon Cooper em The Big Bang Theory | Indicado  |
| 2010 | Melhor Ator em uma Série de Comédia                | Sheldon Cooper em The Big Bang Theory | Venceu    |
| 2011 | Melhor Ator em uma Série de Comédia                | Sheldon Cooper em The Big Bang Theory | Venceu    |
| 2012 | Melhor Ator em uma Série de Comédia                | Sheldon Cooper em The Big Bang Theory | Indicado  |
| 2013 | Melhor Ator em uma Série de Comédia                | Sheldon Cooper em The Big Bang Theory | Venceu    |
| 2014 | Melhor Ator em uma Série de Comédia                | Sheldon Cooper em The Big Bang Theory | Venceu    |
| 2014 | Melhor Ator Coadjuvante em Minissérie ou Telefilme | Tommy Boatwright em The Normal Heart  | Indicado  |
| 2020 | Melhor Ator Coadjuvante em Minissérie ou Telefilme | Henry Willson em Hollywood            | Indicado  |

### Prêmios Globo de Ouro
| Ano  | Categoria                                      | Trabalho                              | Resultado |
| ---- | ---------------------------------------------- | ------------------------------------- | --------- |
| 2011 | Melhor Ator em uma Série de Comédia ou Musical | Sheldon Cooper em The Big Bang Theory | Venceu    |
| 2013 | Melhor Ator em uma Série de Comédia ou Musical | Sheldon Cooper em The Big Bang Theory | Indicado  |
| 2014 | Melhor Ator em uma Série de Comédia ou Musical | Sheldon Cooper em The Big Bang Theory | Indicado  |

### People's Choice Awards
| Ano  | Categoria                   | Trabalho                              | Resultado |
| ---- | --------------------------- | ------------------------------------- | --------- |
| 2010 | Melhor Ator de Série Cômica | Sheldon Cooper em The Big Bang Theory | Indicado  |
| 2012 | Melhor Ator de Série Cômica | Sheldon Cooper em The Big Bang Theory | Indicado  |
| 2016 | Melhor Ator de Série Cômica | Sheldon Cooper em The Big Bang Theory | Venceu    |
| 2017 | Melhor Ator de Série Cômica | Sheldon Cooper em The Big Bang Theory | Venceu    |

### Critics' Choice Television Awards
| Ano  | Categoria                           | Trabalho                              | Resultado |
| ---- | ----------------------------------- | ------------------------------------- | --------- |
| 2011 | Melhor Ator em uma Série de Comédia | Sheldon Cooper em The Big Bang Theory | Venceu    |
| 2012 | Melhor Ator em uma Série de Comédia | Sheldon Cooper em The Big Bang Theory | Indicado  |
| 2013 | Melhor Ator em uma Série de Comédia | Sheldon Cooper em The Big Bang Theory | Indicado  |
| 2014 | Melhor Ator em uma Série de Comédia | Sheldon Cooper em The Big Bang Theory | Venceu    |

### Teen Choice Awards
| Ano  | Categoria                       | Trabalho                              | Resultado |
| ---- | ------------------------------- | ------------------------------------- | --------- |
| 2013 | Melhor Ator de Série de Comédia | Sheldon Cooper em The Big Bang Theory | Venceu    |

### TCA Awards
| Ano  | Categoria                       | Trabalho                              | Resultado |
| ---- | ------------------------------- | ------------------------------------- | --------- |
| 2009 | Melhor Ator de Série de Comédia | Sheldon Cooper em The Big Bang Theory | Venceu    |
| 2011 | Melhor Ator de Série de Comédia | Sheldon Cooper em The Big Bang Theory | Indicado  |